# Лосенный
Лосенный, в верховьях балка Волосяная — овраг с пересыхающей рекой в России, на территории Руднянского и Даниловского районов Волгоградской области. Длина реки составляет 12 км, площадь водосборного бассейна 88,6 км².
Расположен на открытой местности. Направление течения — западное. Устье реки находится в 36 км по левому берегу реки Чёрная. Населённых пунктов на берегах нет. Основные притоки — балки Соляная, Казенная, Лосевская, все — левые.

## Данные водного реестра
По данным государственного водного реестра России, относится к Донскому бассейновому округу, водохозяйственный участок реки — Медведица от впадения реки Терса и до устья, речной подбассейн реки — Дон между впадением Хопра и Северского Донца. Речной бассейн реки — Дон (российская часть бассейна).
Код объекта в государственном водном реестре — 05010300312107000009035.